# Winter World University Games 2025/Teilnehmer (Luxemburg)
| Gelbes Symbol für Goldmedaillen mit stilisierten Olympischen Ringen | Graues Symbol für Silbermedaillen mit stilisierten Olympischen Ringen | Braundes Symbol für Bronzemedaillen mit stilisierten Olympischen Ringen |
| ------------------------------------------------------------------- | --------------------------------------------------------------------- | ----------------------------------------------------------------------- |
| —                                                                   | —                                                                     | —                                                                       |

Luxemburg nahm mit 3 Athleten (2 Männer und 1 Frau) an den Winter World University Games 2025 in Turin teil.

## Teilnehmer nach Sportarten

### Shorttrack
| Athleten     | Wettbewerbe | Qualifikation | Qualifikation | Vorlauf      | Vorlauf | Viertelfinale | Viertelfinale | Halbfinale    | Halbfinale    | Finale                 | Finale        | Rang |
| Athleten     | Wettbewerbe | Zeit          | Rang          | Zeit         | Rang    | Zeit          | Rang          | Zeit          | Rang          | Zeit                   | Rang          | Rang |
| ------------ | ----------- | ------------- | ------------- | ------------ | ------- | ------------- | ------------- | ------------- | ------------- | ---------------------- | ------------- | ---- |
| Männer       |             |               |               |              |         |               |               |               |               |                        |               |      |
| Peter Murphy | 500 m       | 44,014 s      | 3             | 43,457 s     | 4       | ausgeschieden | ausgeschieden | ausgeschieden | ausgeschieden | ausgeschieden          | ausgeschieden | 21   |
| Peter Murphy | 1000 m      | 1:31,042 min  | 3             | 1.28,643 min | 4       | 1:30,049 min  | 2             | 1.29,815 min  | 5             | B-Finale: 1:31,267 min | 5             | 10   |
| Peter Murphy | 1500 m      | —             | —             | —            | —       | 2.25,944 min  | 2             | 2.23,065 min  | 5             | ausgeschieden          | ausgeschieden | 15   |

### Ski Alpin
| Athleten        | Wettbewerbe  | 1. Lauf     | 1. Lauf | 2. Lauf     | 2. Lauf | Gesamt      | Gesamt |
| Athleten        | Wettbewerbe  | Zeit        | Rang    | Zeit        | Rang    | Zeit        | Rang   |
| --------------- | ------------ | ----------- | ------- | ----------- | ------- | ----------- | ------ |
| Frauen          |              |             |         |             |         |             |        |
| Joyce ten Raa   | Riesenslalom | 1:10,15 min | 50      | DNF         | DNF     | DNF         | DNF    |
| Joyce ten Raa   | Slalom       | DNF         | DNF     | DNF         | DNF     | DNF         | DNF    |
| Männer          |              |             |         |             |         |             |        |
| Joachim Keghian | Riesenslalom | 1:07.27 min | 62      | 1:08.22 min | 56      | 2:15.49 min | 57     |
| Joachim Keghian | Slalom       | DNF         | DNF     | DNF         | DNF     | DNF         | DNF    |